# Paul Bennewitz
Paul Frederick Bennewitz (29 de septiembre de 1927 - 23 de junio de 2003) fue un físico, ingeniero electrónico, piloto e investigador de OVNIs. Según algunas fuentes, Bennewitz fue objeto de una campaña de desinformación por parte del gobierno de Estados Unidos debido a sus investigaciones de fenómenos aéreos no identificados en la Base Aérea de Kirtland.

## Biografía
Bennewitz nació en Kansas.Era hijo de Stella A. Sharp y Paul Frederic Bennewitz (1900-1949).
Obtuvo un doctorado en física.
Durante la Segunda Guerra Mundial, Bennewitz fue ingeniero radioelectrónico para la Guardia Costera.Trabajó como ingeniero para la estación KPIX de la CBS en San Francisco y para KPHO en Tucson.
El 25 de febrero de 1949 Bennewitz se casó con Cindy Bunch en Phoenix (Arizona).
Alrededor de 1953, Bennewitz se mudó a Nuevo México y comenzó a trabajar en Gulton Industries, como vendedor. Posteriormente, fundó su propia empresa de ventas industriales. En 1966 adquirió los derechos de un sensor de humedad de los Laboratorios Nacionales Sandia. Fundó Thunder Scientific, una pequeña empresa familiar, con su mujer Cindy como contable.
En abril de 1981 el Albuquerque Tribune escribió una columna sobre su empresa, Thunder Scientific.El periódico explicaba que Thunder generó alrededor de un millón de dólares en ventas, pero que las ganancias habían disminuido en los últimos años. En 1978 Thunder empleaba a 30 personas, pero en 1981 ese número disminuyó a solo 18 empleados.

## Teorías sobre OVNIs
Durante 1970 Bennewitz se unió a la Organización de Investigación de Fenómenos Aéreos de Arizona (Aerial Phenomena Research Organization, o por sus siglas, APRO), un grupo civil de investigación de OVNIs.A mediados de esa década las mutilaciones de ganado estaban íntimamente relacionadas con los OVNIs.El 20 de abril de 1979, el fiscal federal R. E. Thompson y el senador Harrison Schmitt, organizaron una conferencia en Albuquerque sobre las mutilaciones de ganado. Asistieron unas 80 personas, entre ellas Paul Bennewitz.
El documental Mirage Men sugiere que es probable que agentes del gobierno identificaran por primera vez a Bennewitz en esta conferenciay que acabó siendo blanco directo por su participación.En la conferencia, Bennewitz conoció al agente de la patrulla de carreteras Gabe Valdez, que estaba investigando las mutilaciones de ganado que estaban ocurriendo en Dulce.
Según Bennewitz, en julio de 1979 comenzaría "un estudio sobre OVNIs que había sido financiado por él mismo".Según se informa, Bennewitz empezó a grabar luces extrañas y señales de radio inusuales sobre la Base Aérea de Kirtland.

### Reunión con Myrna Hansen
El 6 de mayo de 1980 la Policía Estatal de Cimarrón recibió un informe de una mujer que se hacía llamar "Myrna Hansen" (no confundir con la estrella de cine del mismo nombre) que describía una historia relacionada con visitantes interplanetarios, luces brillantes y rebaños de vacas. La policía de Cimarrón remitió el caso a su colega de Dulce, Gabe Valdez, a quien conocían como "el experto en mutilaciones de ganado" por su interés en los casos. Valdez, a su vez, contactó con Paul Bennewitz.
El 7 de mayo de 1980, Hansen y su hija viajaron a Albuquerque para reunirse con Bennewitz, alojándose en su casa. Hansen le explicó a Bennewitz que el 5 de mayo de 1980, mientras conducía su coche junto con su hija cerca de Eagle Nest (Nuevo México), observaron dos objetos grandes y silenciosos, aproximadamente del tamaño de dirigibles Goodyear, flotando sobre una pradera.
El director de la APRO, James Lorenzen, sugirió contactar a Leo Sprinkle, psicólogo y catedrático de la Universidad de Wyoming, quien había estado investigando informes de "contactos con OVNIs". Bennewitz organizó el viaje de Sprinkle a Albuquerque para que hipnotizara a Hansen. Cuando Sprinkle llegó, Hansen y Bennewitz insistieron en que las sesiones se llevaran a cabo en el Lincoln Town Car de Bennewitz, que estaba aparcado en su garaje, con las ventanas cubiertas con papel de aluminio grueso. Durante su primera regresión, Hansen relató como una vaca fue succionada por un rayo tractor hacia el interior de una nave.
El 11 y 12 de mayo de 1980, bajo hipnosis, Hansen dijo que fue llevada a una base subterránea donde pudo ver restos humanos flotando en recipientes. Sus recuerdos darían origen a la leyenda sobre la Base de Dulce. Durante la sesión, exclamó: "¿Dónde está Roswell (Nuevo México)?", aunque la mayoría del público aún no había relacionado el pueblo con el folclore OVNI. Hansen dijo que recordaba que los extraterrestres le habían colocado un implante.
El 3 de junio, Sprinkle volvió a visitar a Bennewitz. Lo encontró armado con una pistola y un rifle, preocupado por su vulnerabilidad a ataques extraterrestres. Bennewitz expresó su deseo de protegerse a sí mismo, a su familia y a Hansen.
Bennewitz recurrió entonces al hipnotizador James Harder, investigador de abducciones y profesor de ingeniería. Harder había realizado una regresión hipnótica a Travis Walton en 1975. Ambos creían que Hansen estaba bajo la influencia de rayos extraterrestres y escribieron instrucciones detalladas sobre cómo usar papel de aluminio para proteger una habitación de dichos rayos antes de realizar la regresión.
El hijo de Gabe Valdez comentó posteriormente sobre la historia de Myrna Hansen de la siguiente manera:

Es posible que la historia de Myrna Hansen también formara parte de la campaña de desinformación... Me arriesgaré a decir que la historia de Myrna Hansen probablemente fue un engaño bien orquestado debido a un hecho muy importante: los dispositivos de escucha encontrados en la casa de mi padre. El gobierno escuchó todas las conversaciones telefónicas entre mi padre y [Bennewitz], por lo que un engaño así sería relativamente fácil de llevar a cabo... Myrna Hansen entró en escena en mayo de 1980 y la Fuerza Aérea ni siquiera reconoció haber tenido contacto con Paul hasta noviembre de 1980... Aunque esta evidencia difícilmente puede considerarse como circunstancial, explicaría muchas cosas y cómo y por qué ocurrieron durante la década de 1980, basándonos en lo que sabemos actualmente.

### Relaciones con el gobierno de Estados Unidos
El 24 de octubre de 1980 Bennewitz se puso en contacto con la Base Aérea de Kirtland para informar sobre sus hallazgos.El 10 de noviembre de 1980 Bennewitz informa de nuevo a oficiales de alto rango de Kirtland sobre sus descubrimientos.

### La guerra de Dulce
El 2 de diciembre de 1981 Bennewitz envió una carta al senador Pete Domenici, explicando que "a finales de 1979 o principios de 1980 se produjo una disputa sobre armas y que los militares abandonaron la Base de Dulce". Bennewitz escribió:
Hasta la fecha, como ya he indicado, no he tenido noticias suyas, por lo que, con todas sus nuevas funciones, supongo que está muy ocupado y simplemente no ha tenido tiempo.
La información que le presenté al Capitán Harris es simple y concisa:
1) Conocía la ubicación de las bases extraterrestres en el norte de Nuevo México, en el centro de la reserva de los Apache Jicarilla, a 8 km al noroeste de Dulce (Nuevo México).
2) Sé que alguien de nuestras Fuerzas Armadas hizo un acuerdo con los extraterrestres hace varios años, dándoles a los indios tierras, ganado, etc. y una aparente garantía de seguridad a los extraterrestres a cambio de tecnología en forma de una nave de propulsión nuclear, al mismo tiempo que se establecía una extensa base norteamericana junto a ella para probar la nave.
3) Que a finales de 1979 o principios de 1980 se produjo una disputa sobre armas y los militares abandonaron la Base de Dulce.
4) Que tenía fotografías oficiales en color infrarrojo de muy alta resolución realizadas por el Lockheed U2 de la NASA, además de fotografías de bajo nivel y del terreno que mostraban la base con total detalle (fotografías obtenidas legítimamente a través de la Universidad de Nuevo México).
5) El diseño de la nave comercializada está más de 30 años por detrás respecto a la tecnología extraterrestre.
6) Le informé al Capitán Harris que sabía de dos mujeres y un niño cerca de Austin (Texas) que estuvieron gravemente expuestos a la radiación de la nave de propulsión nuclear y que fue vista venir desde el oeste junto con helicópteros sin distintivos y que el gobierno estaba pagando de forma encubierta sus gastos médicos.
También me preocupa mucho que el presidente no haya sido completamente informado de la situación y le haya enviado una copia, con carta de presentación adjunta para su constancia. Espero que valore esta valiosa aportación y que, a su debido tiempo, se ponga en contacto conmigo.
En 1984, Bennewitz volvió a hablar acerca de un conflicto que ocurrió en 1979 y que condujo al cierre de la Base de Dulce. La «Guerra de Dulce» sería posteriormente corroborada por John Lear, Bill Cooper y Phil Schneider.

### Medios de comunicación
Posteriormente, Bennewitz comenzó a contactar con investigadores de OVNIs. El 8 de abril de 1983, Bennewitz fue mencionado en un artículo de United Press International sobre su supuesta grabación de OVNIs de 1980 de las instalaciones de Almacenamiento de Armas Nucleares de Manzano.También informó haber estado en comunicación con extraterrestres a través de su ordenador.
En 1984, la relación de Bennewitz con el gobierno se describió en el libro Clear Intent: the government coverup of the UFO experience.
La historia se difundió rápidamente dentro de la comunidad OVNI y, en 1987 John Lear afirmó que tenía confirmaciones independientes de la existencia de la base.
En 1986, George Clinton Andrews analizó las leyendas de la Base de Dulce en su libro Extra-Terrestrials Among Us. En 1988, el tabloide Weekly World News publicó un artículo titulado "Base OVNI descubierta en Nuevo México", que afirmaba que "invasores diabólicos de otro sistema estelar habían establecido una base subterránea secreta en las escarpadas montañas del norte de Nuevo México para utilizar a los humanos como conejillos de indias y realizar extraños experimentos genéticos". El artículo de Weekly World News utilizó supuestas citas del ufólogo Leonard Stringfield como fuente de sus afirmaciones. Al enterarse de la historia, Stringfield argumentó: "Nunca en mi vida he leído una distorsión tan grande de los hechos".
En 1988, Paul Bennewitz escribió un artículo titulado "Project Beta" en el que detallaba cómo atacar con éxito la base.

### Creencias
Bennewitz aseguraba que existía un complot donde había establecida una extensa red de bases OVNI vinculadas a un plan de colonización y control extraterrestre para subyugar a la humanidad. Tras presenciar las sesiones de hipnosis de Myrna Hansen, quien afirmaba haber tenido experiencias con OVNIs, se convenció de que las mutilaciones de ganado estaban siendo perpetradas por extraterrestres. Como resultado, Bennewitz afirmó haber descubierto pruebas de que los extraterrestres controlaban a los humanos mediante dispositivos electromagnéticos, y además afirmó que los OVNIs volaban regularmente cerca de la Base Aérea de Kirtland, en las Instalaciones de Almacenamiento de Armas Nucleares de Manzano y en el Área de Pruebas de Coyote Canyon.
Convencido de que estaba interceptando comunicaciones electrónicas procedentes de naves extraterrestres situadas en las afueras de Albuquerque, Bennewitz creyó que había localizado una instalación extraterrestre secreta a la que llamó Base de Dulce.
Paul Bennewitz era un físico, ingeniero electrónico e inventor, dueño de una empresa de electrónica llamada Thunder Scientific Corporation con sede en Albuquerque (Nuevo México). Vivía cerca de la Base Aérea de Kirtland y desde el tejado de su casa tenía vistas de la base, donde podía ver naves extrañas (y que él creía que eran naves extraterrestres) que salían volando de las montañas Manzanita, en el lado este de la base, y dirigirse hacia el Área de Almacenamiento de Armas Nucleares de Manzano. Grabó las naves, así como las transmisiones de ondas de radio procedentes de ellas.
Por alguna razón, Bennewitz no estaba dispuesto o no podía considerar que las extrañas naves que estaba viendo pertenecían a los militares o que los militares no sabían lo que estaba sucediendo en su propia base. Entonces, como ciudadano preocupado, el 24 de octubre de 1980, Bennewitz se puso en contacto con el Mayor Ernest Edwards, jefe de seguridad de Kirtland, quien fingió tomar a Bennewitz en serio y pidió a los guardias del Área de Almacenamiento de Armas Nucleares de Manzano que le informaran de cualquier avistamiento de luces aéreas inusuales. Se vieron luces y la información ascendió por la cadena de mando, y finalmente fue enviada a Washington D. C. por Richard Doty, que llegó a ser conocido como un agente de desinformación.
La Fuerza Aérea alentó a Bennewitz e incluso se le pidió que solicitara una beca de la Fuerza Aérea para estudiar el fenómeno, pero al mismo tiempo Bennewitz se convirtió en objeto de una sofisticada operación psicológica por parte de la Fuerza Aérea, otros elementos de las Fuerzas Armadas, la CIA y un flujo constante de agentes del gran complejo de desinformación OVNI-Extraterrestre.
Sin embargo, lo que hay que tener en cuenta es que Doty alejó a Bennewitz de Kirtland y procuró que estuviera centrado en Dulce, asegurándose de que tuviera mucho material que captara su atención, incluidos avistamientos de OVNIs que Bennewitz pudo fotografiar. La Fuerza Aérea incluso llevó a Bennewitz a Dulce en sus helicópteros.
En su libro Dulce Base: The Truth and Evidence From the Case Files of Gabe Valdez, el hijo del policía estatal Gabe Valdez (Greg) escribió:

Una de las cosas curiosas sobre la Base de Dulce es que fue la Inteligencia de la Fuerza Aérea la primera organización en sacarla a la luz pública, lo cual es un indicador de que la Fuerza Aérea no estaba al mando de la instalación y tenía intereses en contra sobre quienes la controlaban.

### Otras fuentes de información
Muchos residentes de Dulce y de zonas aledañas creen que hay una base conjunta de humanos y extraterrestres donde se lleva a cabo el control mental y la ingeniería genética. Muchos lugareños también hablan de experiencias de abducción extraterrestre que son muy parecidas entre sí.
Otra de las fuentes de información sobre la base de Dulce es Phil Schneider, que afirmó haber ayudado a construirla. Sin embargo, gran parte de la historia de Schneider no puede confirmarse y algunas de sus declaraciones fueron inexactas. Afirmó que hubo un tiroteo entre humanos y extraterrestres en la base subterránea de Dulce. Probablemente fue víctima de una operación de control mental por parte del gobierno que pretendía contaminar la historia. Schneider murió en circunstancias misteriosas el 17 de enero de 1996.
Luego están las fuentes de información confidenciales y confiables que no están dispuestas a hablar públicamente ni a revelar su identidad por miedo a represalias. Indican que bajo el Monte Archuleta hay una base extraterrestre muy antigua que también tiene zonas reservadas para armas biológicas, fabricación de armas químicas y operaciones negras militares de influencia/visión remota llevadas a cabo por seres genéticamente modificados. Sin embargo, estos militares no están realmente bajo el control del Pentágono, sino que forman parte de un gobierno en la sombra vinculado a los nazis de la posguerra y a los oligarcas Euro-Americanos. Probablemente esa sea la razón por la cual Richard Doty hizo que Paul Bennewitz se centrara en Dulce, como una forma de exponer sus actividades corruptas.
La base subterránea extraterrestre parece extenderse hasta el norte de Utah y fue cartografiada a finales de 1960 y principios de 1970 utilizando un estudio sísmico profundo con ondas de choque proporcionadas por pequeñas bombas nucleares, tanto bajo tierra como a nivel del suelo, bajo el amparo del Proyecto Plowshares, el Proyecto Gasbuggy, el Proyecto Rulison, el Proyecto Río Blanco y otros. Una de las estaciones sísmicas aún es visible cerca de Glade Park (Colorado).

### Hospitalización y desinformación
En agosto de 1988 Bennewitz acusó a su esposa de estar bajo el control de extraterrestres. Tras intentar atrincherarse en su casa con sacos de arena, su familia lo ingresó en la unidad de salud mental del Hospital Presbiteriano Anna Kaseman. Allí permaneció en observación durante un mes.
El 14 de octubre de 1988, el programa de televisión UFO Cover Up? Live emitió en directo las historias del Majestic 12 y del Área 51. El 1 de julio de 1989, William Moore afirmó haber intentado provocar una crisis nerviosa a Bennewitz proporcionándole información falsa sobre extraterrestres.Esto fue corroborado en un artículo de 1992 del Instituto Monroe, disponible en la biblioteca de la CIA, que afirma que Moore y otro agente (Richard Doty) de la Oficina de Investigaciones Especiales de la Fuerza Aérea, son responsables de una campaña de desinformación contra Bennewitz.
En 1990, la historia de Bennewitz apareció en el libro de Howard Blum, Out There: The Government's Secret Quest for Extraterrestrials. En su libro, Blum explica que el gobierno había enviado agentes encubiertos para entablar amistad con Bennewitz y engañarlo mediante documentos falsos.

### Fallecimiento y legado
En 1999, el Albuquerque Tribune hizo mención al cincuenta aniversario de Paul y Cindy.
Paul Bennewitz falleció el 23 de junio de 2003. Fue enterrado en el Cementerio Nacional de Santa Fe.
En 2005, el libro Project Beta: The Story of Paul Bennewitz, National Security, and the Creation of a Modern UFO Myth, de Greg Bishop, explica más a fondo todos estos acontecimientos.El libro Mirage Men: A Journey into Disinformation, Paranoia and UFOs, de Mark Pilkington, fue publicado en 2010 por Constable & Robinson y también profundiza en esta historia. El libro fue adaptado al documental Mirage Men de 2013.
El exagente de la Oficina de Investigaciones Especiales de la Fuerza Aérea, Richard C. Doty, afirmó que en 1980 se le encargó falsificar documentos y proporcionar información falsa a investigadores de OVNIs, incluido Bennewitz.